# Conférence de Madrid de 2019 sur les changements climatiques
La Conférence de Madrid de 2019 sur les changements climatiques est la conférence internationale organisée par l'Organisation des Nations unies qui se déroule du 2 au 14 décembre 2019 à Madrid, en Espagne. Présidée par le gouvernement chilien, elle constitue la 25e Conférence des parties (désignée COP 25), organisée par  l'Organisation des Nations unies pour le Climat et réunissant les pays signataires de la Convention-cadre des Nations unies sur les changements climatiques (CCNUCC), la 15e réunion des parties au Protocole de Kyoto (CMP 15) et la troisième réunion des parties à l'Accord de Paris de 2015 (désignée CMA 2).
Son slogan est « Time for Action ».

## Contexte

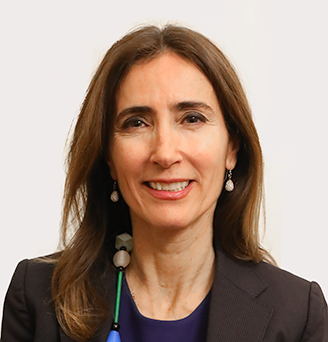
Carolina Schmidt, présidente de la COP25.

Chaque année, les participants à ces conférences (196 pays, l'Union européenne, ainsi que des organisations environnementales) se réunissent pour décider des mesures à mettre en place dans le but de limiter le réchauffement climatique. Ce sont des engagements plus contraignants et ambitieux en matière de protection de la planète qui devraient être pris.
Après le désistement du Brésil à la suite de l'élection de Jair Bolsonaro, le sommet international devait se tenir au Chili dans des structures construites à cet effet dans le parc du bicentenaire de Cerrillos. Cependant, le 1er novembre 2019, la COP25 est délocalisée à Madrid en raison d'une situation politique instable au Chili. Bien que la conférence se déroule en Espagne, elle reste présidée par le Chili et Carolina Schmidt.

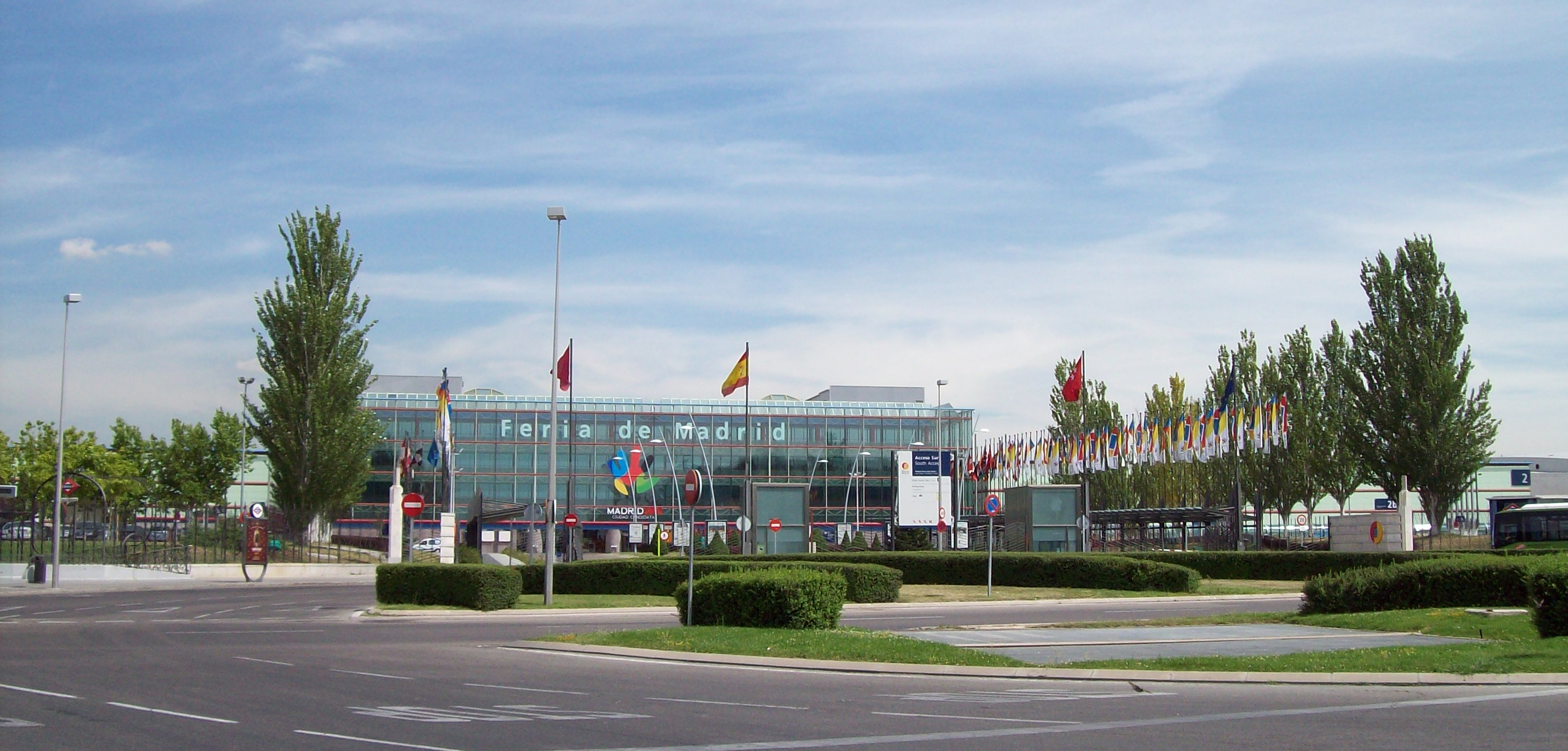
Le sommet se tient à l'Ifema, au Campo de las Naciones, à Madrid, structure qui dispose de 200000 m de surface utile.

À la suite d'un important mouvement de contestation sociale, le gouvernement chilien renonce le 30 octobre 2019 à accueillir la COP25. Le président du gouvernement d'Espagne, Pedro Sánchez, propose alors de l'organiser, ce qu'accepte l'ONU le 1er novembre 2019. Il s'agit d'un défi pour le pays organisateur, qui dispose d'un mois avant la COP alors même que des élections législatives ont lieu le 10 novembre. C'est également un défi logistique pour les 25 000 délégués initialement attendus à Santiago, en particulier des milliers de participants issus de la société civile (ONG, syndicats, partis politiques, entreprises) venus assister aux débats et tenter d’influencer les négociateurs officiels.
Pour l’ONG internationale ActionAid, la relocalisation de la COP « présente de réels obstacles à la participation de pays du Sud et de la société civile », notamment concernant les visas et les coûts. L'ONG craint une modification des équilibres politiques de la conférence, qui pourrait « avoir des conséquences réelles et durables pour les populations vulnérables ».

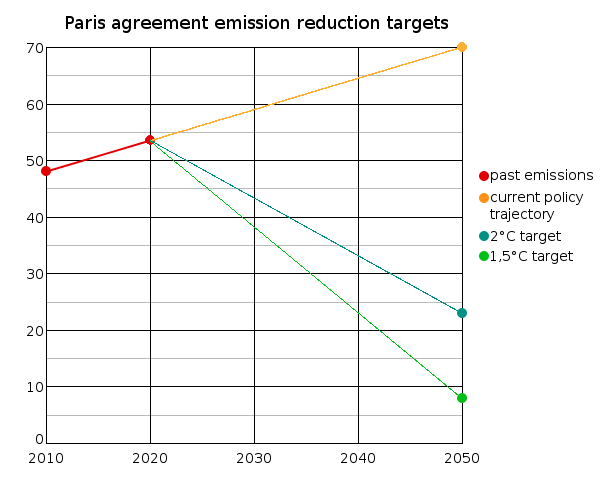
Objectifs de réduction des émissions de l'accord de Paris sur le climat et réductions réelles proposées (en Gt de /an).

### Philosophie
Selon Samuele Furfari, professeur à l'université libre de Bruxelles, l'accord de Paris sur le climat, de par sa vacuité, portait en germe les échecs des COP suivantes, en particulier la COP25. Dès 2020, les émissions de CO2 devraient baisser fortement pour avoir une chance de tenir l'objectif de +2 °C (a fortiori +1,5 °C).

### Sobriété
Hervé Kempf estime que le mouvement écologiste, à l'échelle mondiale, doit se remettre en question. Il doit amener « la très grande partie de la population » à comprendre que la réponse à la crise écologique « [passe] par la sobriété, et par une réduction du niveau de vie moyen ». Jean-Marc Jancovici prône également la sobriété : « se mettre en harmonie avec un monde fini est choisir de se restreindre pour durer, l’alternative étant de ne pas se limiter à court terme mais avec une fête qui va durer moins longtemps ».

### Biodiversité
La Chine doit accueillir en 2020 la conférence de Kumning sur la biodiversité, ce qui devrait mettre en évidence les liens entre climat et préservation des espèces et des écosystèmes et peut-être rehausser l'ambition chinoise.

## Déroulement

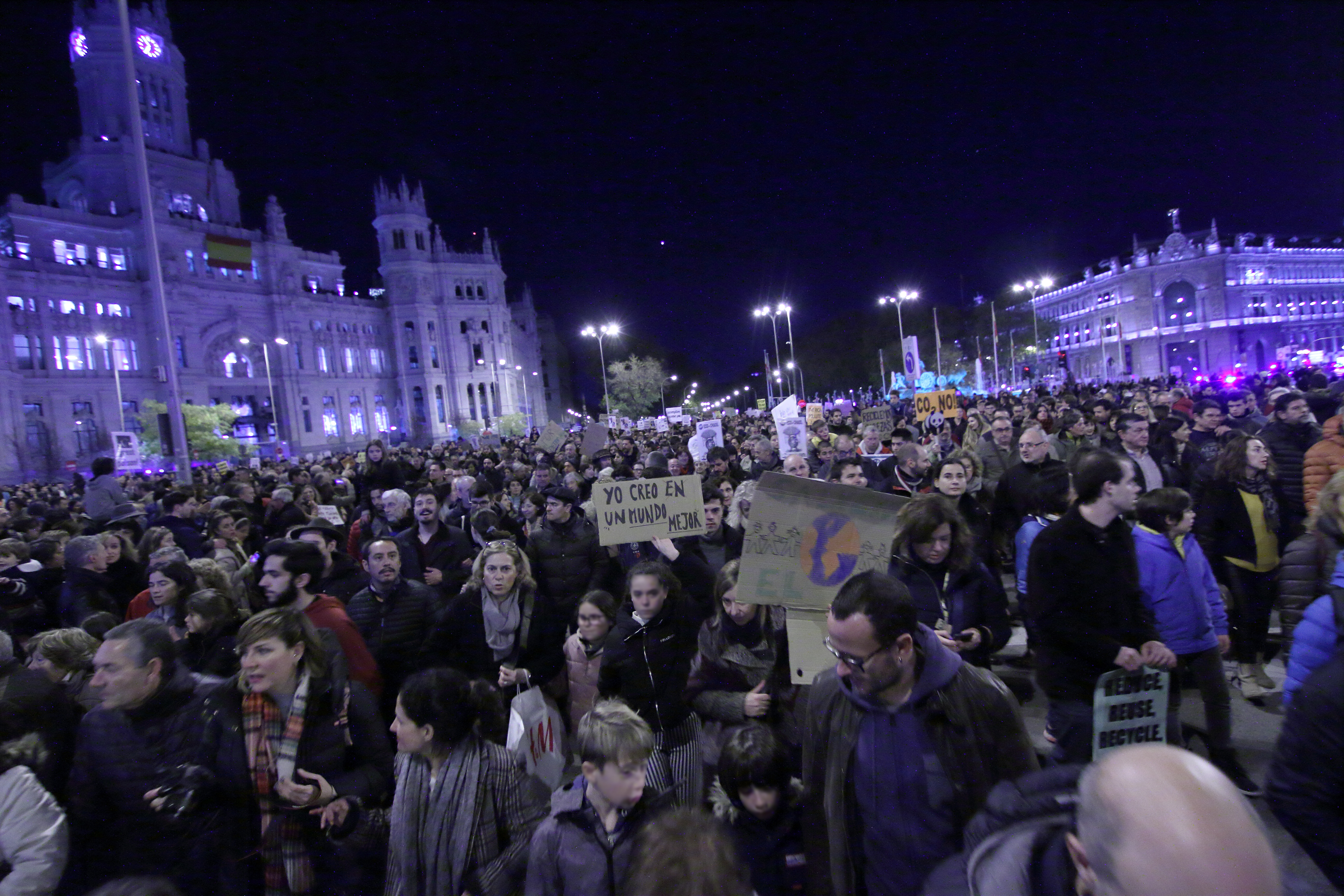
Marche pour le climat le 6 décembre 2019 à Madrid, en marge de la COP25.

Le 6 décembre 2019, en marge de la COP25, une marche pour le climat réunit 20 000 participants dans les rues de Madrid pour inciter les dirigeants à réduire les émissions de gaz à effet de serre. La militante écologiste Greta Thunberg y participe et donne un discours. L'acteur espagnol Javier Bardem est également présent et déclare : « Nous n'avons que dix ans pour freiner les pires conséquences du changement climatique »,. Le 9 décembre, la militante écologiste équatorienne  Helena Gualinga dénonce l'attitude du gouvernement de son pays, auquel elle reproche de continuer à autoriser l'extraction pétrolière sur les terres des communautés amérindiennes. De plus, elle déplore le manque d'intérêt des dirigeants mondiaux pour les questions soulevées par les représentants des peuples autochtones.
Un groupe de 477 investisseurs, contrôlant 34 milliards de dollars d'actifs, demande aux dirigeants mondiaux de mettre à jour leurs contributions déterminées nationalement (NDC) et d'accroître leurs ambitions. L'Alliance Ambition Climat, comprenant 177 entreprises, s'engage à réduire les émissions conformément à l'objectif de 1,5 °C. 
La question du financement des pertes et dommages suscite de fortes divergences entre pays développés et pays pauvres. Ce « financement des pertes et dommages » est souhaité par les pays les plus pauvres qui subissent les dommages causés par des conditions climatiques plus extrêmes et par la montée des eaux liées au changement climatique. Les gouvernements des pays riches y sont toutefois opposés, dont notamment le gouvernement français.
D'autre part, les gouvernements brésilien et saoudien, entre autres, sont fermement opposés à toute formulation relative aux droits de l'homme.
Selon le World Resources Institute NDC tracker, seuls 80 pays - principalement des petits pays et des pays en développement - ont déclaré leur intention d'améliorer leurs NDCs d'ici 2020, ce qui ne représente que 10,5 % des émissions mondiales. Aucun des États les plus émetteurs de gaz à effet de serre n’a annoncé le moindre engagement immédiat, alors que la session inaugurale était précisément conçue pour évoquer des mesures à court terme. En outre, certains gouvernements, notamment celui du Japon, pourraient ne pas soumettre de nouvelle promesse avant la COP26, au mépris de l’Accord de Paris.
D'après Armelle Le Comte, de l'ONG Oxfam, à l'issue de la première semaine de la conférence, « il n’y a pas eu beaucoup de mouvement. Les négociations sont très techniques, pas mal de points sont bloqués et tout reposera désormais sur le segment ministériel, en deuxième semaine. C’est problématique, et ça montre encore une fois la déconnexion entre l’urgence, qui s’accroît, et l’état des négociations internationales, qui s’enlisent. »
Voulant dénoncer sa politique mondiale de soutien aux centrales au charbon, plusieurs ONG ont remis symboliquement au Japon, en marge de la COP25, le prix « Fossile du jour » ainsi que la « médaille du charbon ». Les associations reprochent aux autorités japonaises de ne présenter que très peu d'ambitions en matière de réduction d'émissions de gaz à effet de serre au sein même de l'archipel. Et, surtout, de s'être imposé en grand financier des projets de centrales au charbon dans les pays développés de la planète pour des raisons d'influences géopolitiques.
Un groupe de nations progressistes dirigé par le Costa Rica publie les « principes de San José » le 14 décembre, sur la base d'un texte initialement élaboré lors de la « pré-COP ». Le ministre de l'Environnement du Costa Rica Carlos Manuel Rodriguez décrit les principes comme « une définition du succès de l'article 6 ». Il s'agit d'appeler à des règles qui « interdisent l'utilisation d'unités antérieures à 2020, d'unités de Kyoto et de quotas et évitent le double comptage ». Ce texte est signé par 31 pays incluant de nombreux États membres de l'Union européenne, dont la France.
De grands pays émergents — notamment la Chine, l’Inde et le Brésil — ont fait pression pour que l’on ne discute pas de relèvement de l’ambition avant de s’assurer que la promesse des pays développés de financer dans les pays en développement des mesures d’atténuation et d’adaptation au changement climatique à hauteur de 100 milliards de dollars par an à compter de 2020 soit tenue. Néanmoins, l’Afrique du Sud — qui fait habituellement voix commune avec ces trois pays — s’est prononcé en faveur de la neutralité de ses émissions de gaz à effet de serre en 2050.
La COP25 a failli s’achever sans déclaration finale, autrement dit sur un constat de désaccord. Ce "scénario catastrophe" a été évité in extremis grâce à la diplomatie espagnole et des discussions qui se sont prolongées pendant plus de quarante heures. Néanmoins, la déclaration ne montre pas de réelles avancées, alors qu'elle devait ouvrir la voie pour la COP26 à Glasgow où les États parties à l’accord de Paris doivent annoncer des contributions nationales à l’atténuation du réchauffement climatique plus ambitieuses que celles présentées en 2015.

## Points de désaccord

### Éviter le double comptage des réductions d'émissions
Lorsque les émissions sont réduites dans un pays tandis que le financement émane d'un autre pays, il faut s'entendre pour que ces réductions ne soient comptées qu'une seule fois afin de suivre les émissions physiques. Le Brésil est en désaccord avec les autres pays mais les derniers textes montraient une avancée sur ce sujet.

### Report des projets carbone appartenant au protocole de Kyoto
D'après Climate Analytics, si la Chine et le Brésil utilisent leurs CERs (réductions certifiées d'émissions) au niveau national pour combler leurs engagements nationaux, et si l'Australie utilise ses surplus de AAUs (unités attribuées), cela réduit de 25 % l'ambition mondiale. 
L'Europe et les pays vulnérables s'opposent à cette utilisation.

### Part des recettes allant au financement de l'adaptation
Une partie des recettes venant des ventes de crédit carbone pourrait être affectée à l'adaptation des pays les plus vulnérables. Les États-Unis s'y opposent pour éviter un vote du Sénat rendu obligatoire par la loi américaine en cas d'un impact de l'accord sur les impôts. L'Europe s'y oppose afin de lier son marché du carbone au marché mondial.

### Atténuation globale des émissions mondiales
L'Alliance des petits États insulaires demande de s'assurer d'une véritable réduction des émissions - en évitant que les émissions à un endroit ne soient simplement compensées par des réductions ailleurs. Pour cela, ils proposent que la vente des crédits carbone soit accompagnée d'une érosion automatique de leur quantité.

### Calendriers communs de réductions
La liste d'options possibles comprend des périodes de cinq ans, dix ans, ou un choix de l'un ou de l'autre. Ou bien les pays développés pourraient s'engager sur cinq ans tandis que les pays en développement le feraient sur dix ans.

### Métriques communes
Il s'agit de décider comment convertir les émissions autres que le CO2 (comme le méthane et le protoxyde d'azote) en équivalent CO2.
Selon le GWP100, adopté par l'accord de Paris, l'impact climatique de chaque tonne de méthane émise équivaut à 28 tonnes de CO2 sur une période de 100 ans. Dans le cadre du GTP100 souhaité par l'Argentine, le Brésil et l'Uruguay (ABU), la même tonne de méthane ne serait équivalente qu'à quatre tonnes de CO2. Actuellement, les pays développés utilisent un facteur 25 tandis que les pays en développement utilisent un facteur 21. Il existe une incohérence entre les décisions de l'Accord de Paris et celles de la convention de Katowice, et certains pensent que la résolution de ce point devra attendre le prochain rapport du GIEC en 2021.

### Pertes et dommages
Le Mécanisme international de Varsovie (WIM) a été créé en 2013 pour faire face aux impacts importants des catastrophes liées au climat, y compris les phénomènes météorologiques extrêmes et les catastrophes à évolution lente, comme l'élévation du niveau de la mer, auxquelles il n'est peut-être pas possible de s'adapter. La COP25 devait revoir ce mécanisme. Ainsi que l'a déclaré Omar Figueroa, ministre de l'Environnement de Belize, au nom de l'Alliance des petits États insulaires, « Les pertes et les dommages sont une question existentielle pour nous[...] Nous avons besoin d'un financement clair et prévisible auquel nous pouvons avoir accès pour vraiment compenser les pertes et les dommages que subissent tant de nos pays frères. »
Les pressions exercées par les pays riches sous la houlette des États-Unis ont empêché la résolution de la question du financement. 
De plus, lors de l'accord de Paris, les pays en développement ont accepté à contrecœur que les pertes et dommages ne puissent être utilisés pour réclamer une indemnisation aux pays riches et lors de la COP25, les États-Unis ont tenté d'étendre cette dérogation au processus plus large de la CCNUCC, ce qui signifie qu'elle s'appliquerait également aux parties non impliquées dans l'Accord de Paris - un groupe qui ne comprend actuellement aucun pays, mais qui comprendra les États-Unis dès novembre prochain.

### Mesures de compensation
L'Arabie Saoudite pour qui le pétrole et le gaz représentent environ la moitié du PIB soutient depuis longtemps l'idée que les pays producteurs de pétrole devraient être compensés pour le déclin des ventes de pétrole résultant de la décarbonisation. Et ces dernières années, cette question a également intégré le concept d'une « transition juste » - afin d'aider les travailleurs du secteur des combustibles fossiles à accéder à des emplois de qualité ailleurs. Les pays en développement le considèrent également comme un capital de négociation. Dans le contexte des émeutes au Chili, la Confédération syndicale internationale a publié une déclaration soulignant la nécessité pour donner un rôle plus central dans les COP à la justice sociale.

### Revue périodique
Une deuxième revue de l'objectif à long terme de la Convention-cadre des Nations unies sur les changements climatiques (CCNUCC) commencera au second semestre de 2020 et se conclura en 2022. Cet objectif était en 2010 de limiter le réchauffement à 2 °C au-dessus des températures préindustrielles et a été actualisé à la suite de la première revue périodique, lors de la COP21 de Paris, à limiter le réchauffement à bien en dessous de 2C et de poursuivre les efforts pour rester en dessous de 1,5C. Tandis que les pays développés souhaitaient un exercice scientifique basé sur les dernières connaissances, les pays en développement souhaitaient examiner les progrès réalisés par les pays développés dans la réalisation de leurs engagements climatiques, notamment en matière de financement et d'adaptation ainsi que d'atténuation.   

## Avancées
Les décisions prises durant la COP25 sont globalement jugées très en deçà des attentes.

### Plan d'action pour l'égalité des sexes
Un nouveau plan d'action quinquennal en faveur de l'égalité des sexes est destiné à « soutenir la mise en œuvre des décisions et des mandats liés au genre dans le processus de la CCNUCC ». Le plan initial, adopté lors de la COP20 à Lima, « visait à promouvoir la participation pleine, égale et significative des femmes et à promouvoir une politique climatique selon le genre et l'intégration d'une perspective de genre ».
Les ONG se sont félicitées du résultat final, qui, selon elles, tient compte des droits humains, d'une transition juste et des peuples autochtones.

### Programme Koronivia sur l'agriculture
Ce programme de trois ans examinant comment conduire l'agriculture dans un monde en changement climatique s'achèvera à Glasgow lors de la COP26. Les discussions ont porté sur des questions allant de la finance aux sols, en passant par le fumier - ou plus précisément « l'amélioration de l'utilisation des nutriments et de la gestion du fumier pour des systèmes agricoles durables et résistants ». Mais peu de décisions ou de recommandations concrètes apparaissent dans le texte final. Comme dans les autres cas, les pays développés s'opposent aux demandes d'argent des pays en développement pour soutenir l'adaptation agricole .